# Копичинський технікум бухгалтерського обліку
Копичинський технікум бухгалтерського обліку — навчальний заклад системи середньої спеціальної освіти СРСР, що готував фахівців для сільського господарства.

## Історія
Історія Копичинського технікуму бухгалтерського обліку розпочинається з 1956 року. Цьогоріч у місті Чортків, на основі наказу Міністерства сільського господарства УРСР за номером № 358К від 18 травня 1956 року, було створено сільськогосподарський технікум. У 1963 році згідно з постановою бюро Тернопільського обкому КПУ і виконкому обласної ради народних депутатів за № 4 від 8 січня 1963 року Чортківський сільськогосподарський технікум переведений у м. Копичинці та отримав назву Копичинський сільськогоподарський технікум бухгалтерського обліку.
Технікум підпорядковувався Міністерству сільського господарства УРСР. Наказом Держагропрому України  від 11 липня 1988 року № 189 Копичинський технікум бухгалтерського обліку приєднано до Заліщицького радгоспу-технікуму (м. Заліщики, Тернопільської обл.). Директором призначено М. І. Олійника. Сучасна назва навчального закладу — Відокремлений підрозділ Національного університету біоресурсів і природокористування України «Заліщицький аграрний коледж».

## Директори
- Антошенко Володимир Григорович — (1963—1983 рр.)
- Федорович Ярослав Іванович — (1983—1988 рр.)

## Відомі випускники
- Баліцька Марія Йосипівна — українська журналістка, редакторка, літераторка, художниця, громадська діячка.
- Гайдуцький Павло Іванович — український аграрій і політичний діяч, Академік Національної академії аграрних наук України, доктор економічних наук, професор, Міністр сільського господарства і продовольства України (3 серпня 1995 — 11 червня 1996).
- Дерій Василь Антонович — український науковець у галузі бухгалтерського обліку, аналізу та аудиту, поет, літературознавець, доктор економічних наук, професор Тернопільського національного економічного університету, академік Академії економічних наук України, Лауреат Всеукраїнської літературно-мистецької премії імені Іванни Блажкевич.
- Коцупатрий Михайло Миколайович — декан факультету економіки агропромислового комплексу, професор кафедри обліку, аналізу та аудиту в АПК, КНЕУ імені Вадима Гетьмана.
- Олійник Василь Михайлович — український політик, вчений у галузі економіки агропромислового комплексу, Заслужений працівник сільського господарства України, доктор економічних наук, професор, академік Академії економічних наук України.

## Працювали в технікумі
- Малік Микола Йосипович — доктор економічних наук, професор, академік, завідувач відділення соціально-економічних проблем розвитку сільських територій, завідувач відділу розвитку підприємництва і кооперації Національного наукового центру «Інститут аграрної економіки».